# Bar El Hacha
El Bar El Hacha, ubicado en la Ciudad Vieja,  es el más antiguo de Montevideo. Ocupa un local de valor patrimonial en la esquina de calles Buenos Aires y Maciel donde han funcionado diferentes comercios acordes al momento histórico, en el transcurso de más de 200 años. El nombre se asocia al arma usada en el asesinato de un empleado de la pulpería que funcionaba en el siglo XIX.

## Historia
Se inauguró como pulpería, tal como está registrado en la Dirección de Catastro, al crearse el departamento de Montevideo el 27 de enero de 1817: "esquina-pulpería, propiedad de Juan Vázquez", conocido como "El negocio de Vázquez” o “La esquina de Vázquez”.
Luego fue despacho de bebidas y almacén de ramos generales, y, a principios de siglo XX, funcionó como almacén, café y bar.
Desde 1953 fue atendido por José Pérez González (Pepe) quien inmigró desde España y se quedó en el lugar más próximo al puerto donde desembarcó. En 1961 se convirtió en propietario.

Almacén El Hacha en 1920.

Cerró en 1999 y en 2001 los vecinos Avellino “Picho” Carballo y Emilio Bruno lo volvieron a abrir, realizando exposiciones, espectáculos musicales, actividades culturales, publicaciones, para valorar el acervo de la Ciudad Vieja.
A fines de 2012 este intento de movida cultural y gastronómica claudicó hasta que, a mediados de 2013, Lucía Berretta, Ismael Nan y Gabriela Pérez lo intentan nuevamente. Los artistas uruguayos Dani Umpi, Yudi Yudoyoko, Santiago Tavella, Mauricio Pizard, Cecilia Vignolo, Pacha Albertini, Elián Stolarski, Fabián Mendoza, Diego Focaccio y el Colectivo Corbo intervienen sobre diez de las mesas mediante imágenes, frases positivas y accesorios, a efectos de integrar el arte a la gastronomía. La decoración también incluyó un carruaje antiguo, obras de arte, una biblioteca y un tocadiscos para escuchar música con auriculares.
A la cocina tradicional se agregaron platos orientales y se dedicó un espacio para clases de tango.
En 2014 el bar cierra nuevamente.
El 13 de octubre de 2017 Jesika Sharon Freira, Hebert Guinemer Freira y Juan Martín Boné reabren sus puertas con una nueva  propuesta cultural de puertas abiertas a actividades musicales, exposiciones y movidas literarias con un menú accesible a todo público.

## El edificio
El edificio está ubicado en una de las zonas más populares de Montevideo, llamada barrio Guruyú, que incluye la escollera Sarandí.
Sus paredes de piedra tienen 60 cm de espesor, la entrada mantiene la reja original de la pulpería, el entrepiso presenta travesaños de troncos de palmera, en el patio hay una cisterna de piedra.
Con el paso del tiempo, fue necesario cambiar el piso, revocar paredes y quitar la cañería, por donde corría el gas para el alumbrado del comercio a fines del siglo XIX.
La Comisión de Patrimonio Histórico de la Ciudad Vieja realizó un relevamiento del cual surge que fue construido entre 1800 y 1850 e informa que

por los elementos de construcción, relevancia en la zona, actividad desarrollada como pulpería o despacho de bebidas desde su origen, merecen conservarse y restaurarse su fachada y preservarse los elementos originales, así como su uso actual.

Sin embargo, se admite que pudo ser construido el siglo anterior, hacia 1730 porque se registra un hecho policial en ese lugar el 15 de abril de 1794. Se trata de un delito que lo identificó para siempre: Domingo Gambini, en un intento de robo, mató de un hachazo al empleado de la "esquina pulpería", Bernardo Paniagua. El delincuente fue juzgado en Buenos Aires y colgado en Montevideo. La conmoción provocada en la sociedad dio lugar a la identificación del lugar como la "esquina del hacha", de manera que al inaugurarse el bar tomó el mismo nombre.

## La gente
Los vecinos que frecuentaban el boliche constituyeron una sociedad de amigos de El Hacha que se encuentran en verano en su sede del balneario Pajas Blancas.
Los integrantes de la murga "Asaltantes con Patente" ensayaban en la puerta del bar, donde también acudían otros murgueros como Raúl 'Piecito' Ferreyra, Carlitos Soto, Armando Adinolfi, Martha Gularte, Pirulo, Juan Ángel Silva, el Canario Luna,  'La Milonga Nacional' y 'Los Curtidores de hongos'. 
Otros artistas como el plástico Carlos Páez Vilaró, los cantantes Jaime Roos, Adriana Varela y Tito Cabano así como los periodistas Nelson Domínguez 'Guruyense' o Julio César Puppo.
Los líderes políticos Zelmar Michelini y Hugo Batalla, pasaban por el bar después de las reuniones que tenían en el cercano comité de base. También llegaron Jorge Batlle, Julio María Sanguinetti, Mariano Arana y Luis Alberto de Herrera.

## Reconocimientos
En 2004, el Correo Uruguayo emitió una tirada de 15000 sellos de valor $16, conmemorando el aniversario del Almacén del Hacha.
La Dirección Nacional de Cultura – MEC lo incluyó en la 8ª edición de Boliches en agosto,  un ciclo de contenidos artístico-culturales en bares, boliches, cantinas y cafés de todo el país, como reconocimiento a su condición de espacio de intercambio de valores culturales durante generaciones.
El Día del Patrimonio es uno de los lugares incluidos en la programación oficial.